# Tha Muang (huyện)
Tha Muang (tiếng Thái: ท่าม่วง, đã Latinh hoá: Tha Mường) là một huyện (‘‘amphoe’’) ở phía nam của tỉnh Kanchanaburi, miền trung Thái Lan.

## Lịch sử
Huyện này được lập năm 1898, tên là Tai (ใต้). Ông Chom là chủ tịch đầu tiên của huyện. Sau này dân huyện này dời về phía nam đến Wat Si Loha Rat Bamrung gần đó và họ đã đổi tên huyện thành Wang Khanai (วังขนาย). Năm 1939 Phra Woraphak Phibun, chủ tịch huyện lúc đó đã đổi tên huyện thành Tha Muang theo tên tambon trung tâm.

## Địa lý
Các huyện giáp ranh (từ phía bắc theo chiều kim đồng hồ) là Dan Makham Tia, Mueang Kanchanaburi, Bo Phloi, Phanom Thuan, Tha Maka của tỉnh Kanchanaburi, Ban Pong và Chom Bueng của tỉnh Ratchaburi.
Nguồn nước quan trọng của vùng này là sông Mae Klong. Đập Mae Klong ngăn sông Mae Klong River nằm ở huyện này.

## Hành chính
Huyện này được chia thành 13 phó huyện (tambon), các đơn vị này lại được chia thành 113 làng (muban). Có 5 thị trấn  (thesaban tambon) trong huyện này - Tha Muang, Nong Khao và Nong Takya mỗi đơn vị nằm trên một số vùng đất của tambon cùng tên, còn Samrong nằm trên một phần của tambon Phang Tru và Wang Sala, toàn bộ  ‘‘tambon’’  Wang Sala. Một số khu vực của tambon Tha Lo thuộc thị xã Kanchanaburi. Ngoài ra có 12 tổ chức hành chính tambon (TAO).
| Số TT | Tên         | Tên tiếng Thái | Số làng | Dân số |  |
| ----- | ----------- | -------------- | ------- | ------ |  |
| 1.    | Tha Muang   | ท่าม่วง          | 5       | 14.325 |  |
| 2.    | Wang Khanai | วังขนาย         | 7       | 7.102  |  |
| 3.    | Wang Sala   | วังศาลา         | 9       | 11.827 |  |
| 4.    | Tha Lo      | ท่าล้อ           | 6       | 10.321 |  |
| 5.    | Nong Khao   | หนองขาว        | 12      | 8.429  |  |
| 6.    | Thung Thong | ทุ่งทอง          | 7       | 8.133  |  |
| 7.    | Khao Noi    | เขาน้อย         | 6       | 5.013  |  |
| 8.    | Muang Chum  | ม่วงชุม          | 5       | 6.454  |  |
| 9.    | Ban Mai     | บ้านใหม่         | 11      | 7.118  |  |
| 10.   | Phang Tru   | พังตรุ           | 9       | 8.387  |  |
| 11.   | Tha Takro   | ท่าตะคร้อ        | 7       | 3.694  |  |
| 12.   | Rang Sali   | รางสาลี่         | 14      | 6.797  |  |
| 13.   | Nong Tak Ya | หนองตากยา      | 15      | 7.815  |  |